# Résolution 1460 du Conseil de sécurité des Nations unies
Membres permanents
- Chine
- États-Unis
- France
- Royaume-Uni
- Russie

Membres non permanents
- Allemagne
- Angola
- Bulgarie
- Chili
- Cameroun
- Espagne
- Guinée
- Mexique
- Pakistan
- Syrie

Résolution no 1459 Résolution no 1461
La résolution 1460 du Conseil de sécurité des Nations unies, adoptée à l'unanimité le 30 janvier 2003, est une résolution thématique qui traite des enfants dans les conflits armés. Après avoir rappelé les résolutions 1261 (1999), 1265 (1999), 1296 (2000), 1306 (2000), 1308 (2000), 1314 (2000), 1325 (2000) et 1379 (2001), le Conseil de sécurité a appelé à mettre fin immédiatement à l'utilisation d'enfant soldat et a soutenu l'« ère d'application » des normes internationales relatives à la protection des enfants affectés par la guerre.

## Résolution

### Préambule
Le Conseil de sécurité a réitéré son engagement à lutter contre l'impact des conflits armés sur les enfants et a souligné la responsabilité de toutes les parties de se conformer à la Charte des Nations unies et au droit international, et de mettre fin à l'impunité des responsables de génocide, de crimes contre l'humanité, de crimes de guerre et de crimes contre les enfants. Il est important que le personnel humanitaire puisse accéder en toute sécurité et sans entrave aux zones affectées et l’entrée en vigueur du Protocole facultatif concernant l’implication d’enfants dans les conflits armés a été saluée. Le Conseil a également noté que l’enrôlement d’enfants de moins de 15 ans dans les forces armées nationales était qualifié de crime de guerre en vertu du Statut de Rome de la Cour pénale internationale.

### Dispositif
La résolution soutient l'appel du Secrétaire général Kofi Annan en faveur d'une « ère d'application » des normes internationales concernant la protection des enfants dans les conflits armés. Les parties au conflit qui utilisaient des enfants soldats ont été appelées à mettre fin à ces pratiques et un dialogue serait établi avec lesdites parties pour élaborer des plans visant à mettre fin à leur recrutement et à leur utilisation. La liste des parties violant leurs obligations internationales, se trouvant annexé au rapport du Secrétaire général a suscité des inquiétudes et d’autres mesures seront prises. 
Les États membres ont été appelés à adopter des mesures par le biais de leur législation nationale pour contrôler le trafic d’armes dans les États qui ne respectent pas le droit international (quatrième Convention de Genève) relatif à l’utilisation militaire des enfants et à la protection des civils en temps de guerre. Le Conseil s'est dit déterminé à inclure des dispositions relatives à la protection des enfants dans les mandats des opérations de maintien de la paix. Des informations faisant état d’exploitation sexuelle de femmes et d’enfants, en particulier dans les cas impliquant des travailleurs humanitaires et des soldats de la paix des Nations unies, ont suscité des inquiétudes.
Le Conseil de sécurité a demandé la mise en place de services de conseil et de dépistage du VIH/SIDA pour les soldats de la paix, la police et le personnel humanitaire des Nations unies. Toutes les parties concernées et les autres États ont été appelés à veiller à ce que les droits des enfants soient intégrés dans les processus de paix, de désarmement, de démobilisation et de réintégration, et à respecter les engagements pris auprès du Représentante spéciale du Secrétaire général pour les enfants et les conflits armés, Olara Otunnu. 
Enfin, le Secrétaire général a été chargé de soumettre, avant le 31 octobre 2003, un rapport sur la mise en œuvre de la résolution, en incluant une section spécifique sur la protection des enfants dans tous ses futurs rapports par pays.

## Voir également
- Convention relative aux droits de l'enfant
- Résolutions thématiques du Conseil de sécurité des Nations unies relatives aux enfants et aux conflits armés